# كليف بيرس
كليف بيرس (بالإنجليزية: Cliff Pearce)‏ هو لاعب دوري الرغبي أسترالي، ولد في 1907، وتوفي في 1976.